# Atoniomyia ancylocera
Atoniomyia ancylocera là một loài ruồi trong họ Asilidae. Atoniomyia ancylocera được Schiner miêu tả năm 1868. Loài này phân bố ở vùng Tân nhiệt đới.